# Filipendula camtschatica
Filipendula camtschatica là loài thực vật có hoa trong họ Hoa hồng. Loài này được (Pall.) Maxim. mô tả khoa học đầu tiên.

## Hình ảnh

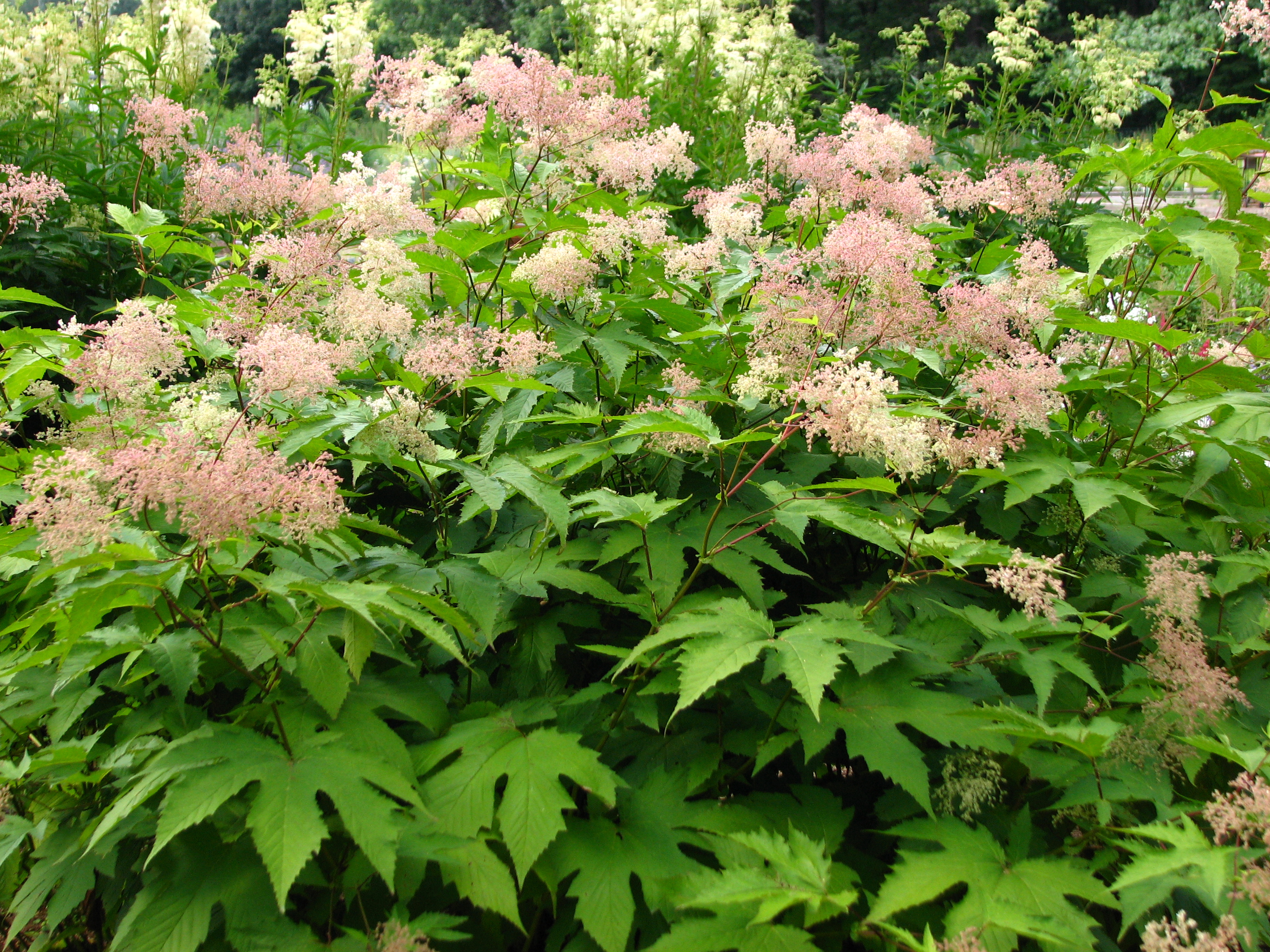
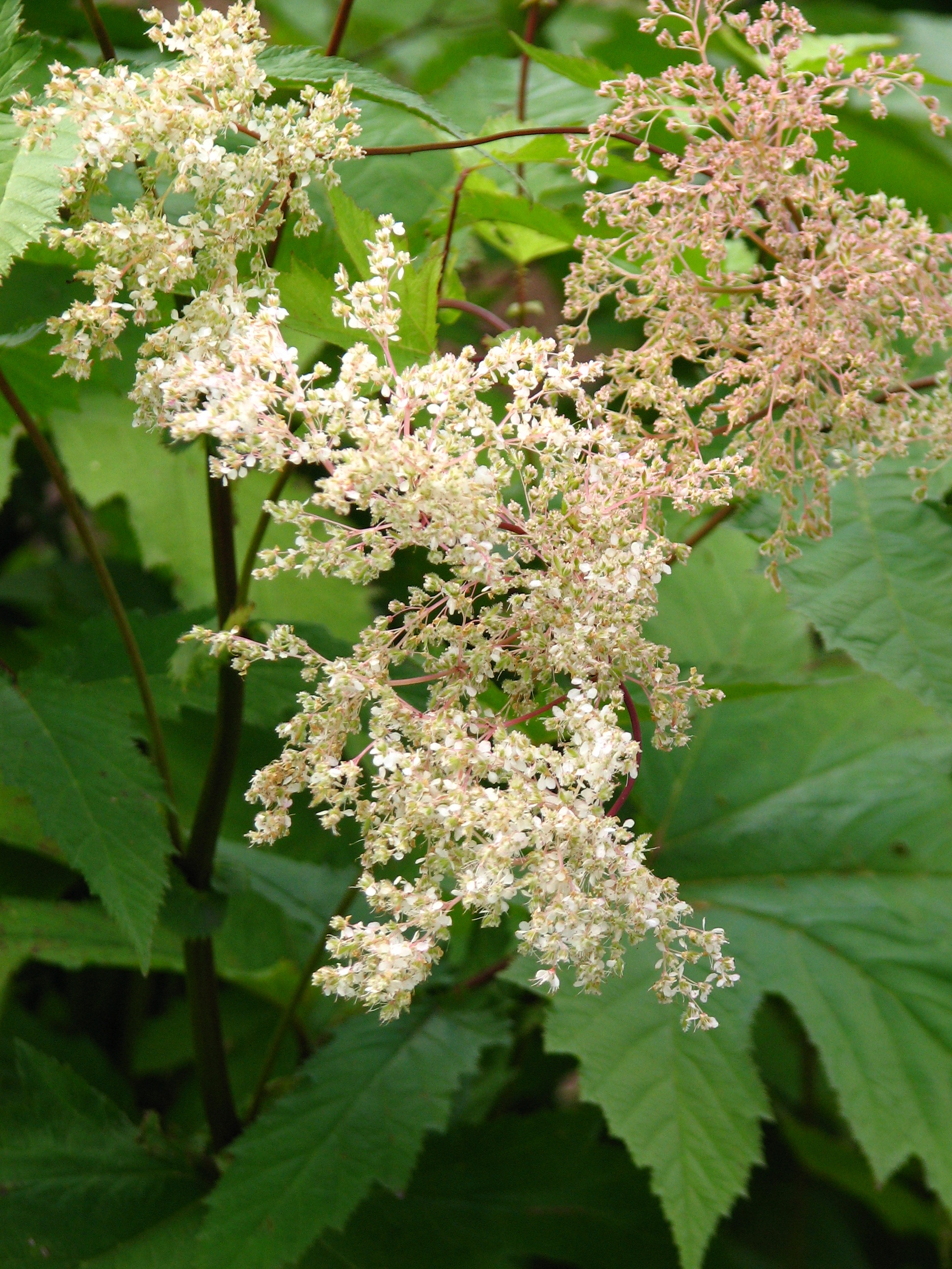
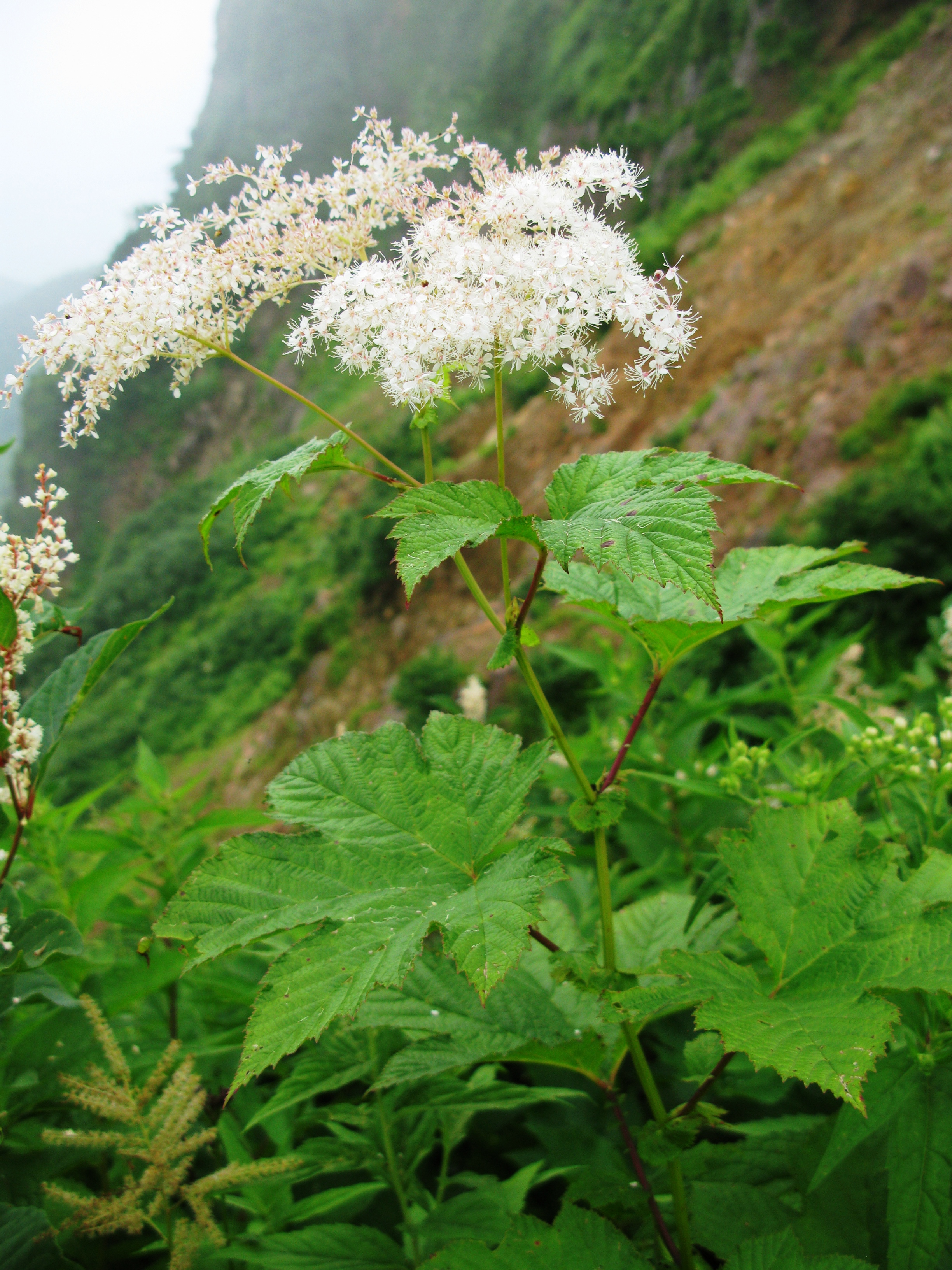